# كونيلي سبرينغز (كارولاينا الشمالية)
كونيلي سبرينغز (بالإنجليزية: Connelly Springs, North Carolina)‏ هي بلدة أمريكية تقع في الولايات المتحدة في مقاطعة بورك، كارولاينا الشمالية. يقدر عدد سكانها بـ 1,669 نسمة ومساحتها 12.9 كم2 .

## التركيبة السكانية
حدّد مكتب تعداد الولايات المتحدة بيانات التركيبة السكانية لكونيلي سبرينغز في تعداد الولايات المتحدة. في ما يلي، التركيبة السكانية حسب تعدادي 2000 و2010.

### تعداد عام 2000
بلغ عدد سكان كونيلي سبرينغز 1,814 نسمة بحسب تعداد عام 2000، وبلغ عدد الأسر 695 أسرة وعدد العائلات 508 عائلة مقيمة في البلدة. في حين سجلت الكثافة السكانية 140.3 نسمة لكل كيلومتر مربع (363.4/ميل2). وبلغ عدد الوحدات السكنية 752 وحدة بمتوسط كثافة قدره 58.2 لكل كيلومتر مربع (150.7/ميل2).
وتوزع التركيب العرقي للبلدة بنسبة 90.08% من البيض و1.65% من الأمريكيين الأفارقة و0.11% من الأمريكيين الأصليين و7.39% من الأمريكيين ذوي الأصول الآسيوية و0.28% من الأعراق الأخرى و0.50% من عرقين مختلطين أو أكثر و0.22% من الهسبانيون أو اللاتينيون من أي عرق.
بلغ عدد الأسر 695 أسرة كانت نسبة 37.1% منها لديها أطفال تحت سن الثامنة عشر تعيش معهم، وبلغت نسبة الأزواج القاطنين مع بعضهم البعض 56.8% من أصل المجموع الكلي للأسر، ونسبة 10.6% من الأسر كان لديها معيلات من الإناث دون وجود شريك،  بينما كانت نسبة 5.6% من الأسر لديها معيلون من الذكور دون وجود شريكة وكانت نسبة 26.9% من غير العائلات. تألفت نسبة 22.9% من أصل جميع الأسر من عدة أفراد يعيشون في نفس المنزل ونسبة 7.8% كانت تتألف من شخص يعيش بمفرده يبلغ من العمر 65 عاماً أو أكثر. وبلغ متوسط حجم الأسرة المعيشية 2.61، أما متوسط حجم العائلات فبلغ 3.06.
بلغ العمر الوسطي للسكان 34.6 عاماً. وكانت نسبة 28.9% من القاطنين تحت سن الثامنة عشر، وكانت نسبة 6.6% بين الثامنة عشر والرابعة والعشرين عاماً، ونسبة 31.4% كانت واقعةً في الفئة العمرية ما بين الخامسة والعشرين والرابعة والأربعين عاماً، ونسبة 22.5% كانت ما بين الخامسة والأربعين والرابعة والستين، ونسبة 10.6% كانت ضمن فئة الخامسة والستين عاماً فما فوق. يوجد لكل 100 أنثى 98.5 ذكر، ويوجد لكل 100 أنثى في الثامنة عشر من عمرها فما فوق 96.2 ذكر.
بلغ متوسط دخل الأسرة في البلدة 33,889 دولارًا، أما متوسط دخل العائلة فبلغ 39,500 دولارًا. وكان متوسط دخل الذكور 28,065 دولارًا مقابل 20,608 دولارًا للإناث. وسجل دخل الفرد الخاص بالبلدة 14,451 دولارًا. وكانت نسبة 9.5% من العائلات ونسبة 12.2% من السكان تحت خط الفقر، وكان من هؤلاء نسبة 17.7% تحت سن الثامنة عشر ونسبة 9.1% في الخامسة والستين من العمر وما فوق.

### تعداد عام 2010
بلغ عدد سكان كونيلي سبرينغز 1,669 نسمة بحسب تعداد عام 2010، وبلغ عدد الأسر 652 أسرة وعدد العائلات 473 عائلة مقيمة في البلدة. في حين سجلت الكثافة السكانية 129.1 نسمة لكل كيلومتر مربع (334.4/ميل2). وبلغ عدد الوحدات السكنية 731 وحدة بمتوسط كثافة قدره 56.5 لكل كيلومتر مربع (146.3/ميل2).
وتوزع التركيب العرقي للبلدة بنسبة 89.63% من البيض و1.38% من الأمريكيين الأفارقة و0.12% من الأمريكيين الأصليين و7.01% من الأمريكيين ذوي الأصول الآسيوية و1.20% من الأعراق الأخرى و0.66% من عرقين مختلطين أو أكثر و2.22% من الهسبانيون أو اللاتينيون من أي عرق.
بلغ عدد الأسر 652 أسرة كانت نسبة 31.7% منها لديها أطفال تحت سن الثامنة عشر تعيش معهم، وبلغت نسبة الأزواج القاطنين مع بعضهم البعض 56.3% من أصل المجموع الكلي للأسر، ونسبة 11.3% من الأسر كان لديها معيلات من الإناث دون وجود شريك،  بينما كانت نسبة 4.9% من الأسر لديها معيلون من الذكور دون وجود شريكة وكانت نسبة 27.5% من غير العائلات. تألفت نسبة 23.3% من أصل جميع الأسر من عدة أفراد يعيشون في نفس المنزل ونسبة 10.9% كانت تتألف من شخص يعيش بمفرده يبلغ من العمر 65 عاماً أو أكثر. وبلغ متوسط حجم الأسرة المعيشية 2.56، أما متوسط حجم العائلات فبلغ 3.01.
بلغ العمر الوسطي للسكان 42.8 عاماً. وكانت نسبة 22.7% من القاطنين تحت سن الثامنة عشر، وكانت نسبة 7.8% بين الثامنة عشر والرابعة والعشرين عاماً، ونسبة 23.2% كانت واقعةً في الفئة العمرية ما بين الخامسة والعشرين والرابعة والأربعين عاماً، ونسبة 28.9% كانت ما بين الخامسة والأربعين والرابعة والستين، ونسبة 17.3% كانت ضمن فئة الخامسة والستين عاماً فما فوق. وتوزع التركيب الجنسي للسكان بنسبة 49.6% ذكور و50.4% إناث.